# Mekarwangi (Sukawening)
Mekarwangi is een bestuurslaag in het regentschap Garut van de provincie West-Java, Indonesië. Mekarwangi telt 2404 inwoners (volkstelling 2010).